# Jon M. Chu
Jon M. Chu (Palo Alto, Kalifornia, 1979. november 2.–) amerikai film- és televíziós rendező, producer és forgatókönyvíró. Leginkább a 2018-ban bemutatott Kőgazdag ázsiaiak című film rendezéséről ismert; az egyik nagy hollywoodi stúdió első filmje, amely az ázsiai leszármazottak többségének modern környezetét szemlélteti, az 1993-ban bemutatott The Joy Luck Club óta.
Az általa rendezett filmek gyakran tartalmaznak zenei filmeket, beleértve a táncfilmeket is, mint például a Streetdance – Step Up 2. (2008) és a Step Up 3D, zenés filmjei közé tartozik a Jem and the Holograms (2015) és a In the Heights – New York peremén (2021), valamint egy élő koncert film; a Justin Bieber: Soha ne mondd, hogy soha (2011). Chu korábbi diáktagja a USC School of Cinematic Arts-nak.

## Fiatalkora
Chu a Kaliforniában található Palo Altóban született és a közeli Los Altosban nevelkedett fel. A Pinewood iskolába járt, óvodától egészen a 12. osztályig. Chu az öt testvér közül a legfiatalabb. Édesanyja Ruth Chu, tajvani születésű; édesapja Lawrence Chu, Szecsuanban született. Lawrence Chu egy jól ismert séf. A szüleié a Chu séf étterme, amely egy népszerű étterem Los Altosban.
Chu 2003-ban végzett a Dél-kaliforniai Egyetemen.

## Magánélete
2018-ban Chu feleségül vette Kristin Hodge-t. 2017-ben született közös kislányuk, Willow. Fia, Jonathan Heights Chu, 2019-ben született, akinek középső neve az In the Heights címből származik, amelyet Chu a születése idején rendezett.

## Filmográfia
| Év   | Film                                    | Rendező | Producer  | Forgatókönyvíró | Megjegyzés                                |
| ---- | --------------------------------------- | ------- | --------- | --------------- | ----------------------------------------- |
| 2001 | Silent Beats                            | Igen    | Igen      | Igen            | rövidfilm; hang- és produkciós tervező is |
| 2002 | When the Kids Are Away                  | Igen    | Igen      | Igen            | rövidfilm                                 |
| 2002 | Gwai Lo: The Little Foreigner           | Igen    | Igen      | Igen            | rövidfilm                                 |
| 2008 | Streetdance – Step Up 2.                | Igen    | Nem       | Nem             | debütáló film                             |
| 2010 | Step Up 3D                              | Igen    | Nem       | Nem             |                                           |
| 2011 | Justin Bieber: Soha ne mondd, hogy soha | Igen    | Nem       | Nem             |                                           |
| 2012 | Step Up 4. – Forradalom                 | Nem     | Executive | Nem             |                                           |
| 2013 | G.I. Joe: Megtorlás                     | Igen    | Nem       | Nem             |                                           |
| 2013 | Justin Bieber – Believe                 | Igen    | Nem       | Nem             |                                           |
| 2014 | Step Up – All In                        | Nem     | Executive | Nem             |                                           |
| 2015 | Jem and the Holograms                   | Igen    | Igen      | Nem             |                                           |
| 2016 | Szemfényvesztők 2.                      | Igen    | Nem       | Nem             |                                           |
| 2018 | Kőgazdag ázsiaiak                       | Igen    | Nem       | Nem             |                                           |
| 2019 | Step Up: Year of the Dance              | Nem     | Igen      | Nem             |                                           |
| 2019 | Ken Jeong: You Complete Me, Ho          | Igen    | Igen      | Nem             |                                           |
| 2021 | In the Heights – New York peremén       | Igen    | Nem       | Nem             |                                           |
| 2024 | Wicked                                  | Igen    | Nem       | Nem             |                                           |
| 2025 | Wicked 2.                               | Igen    | Nem       | Nem             |                                           |

### Televíziós sorozatok
| Év              | Cím                                 | Rendező | Executive Producer | Forgatókönyvíró | Megjegyzés            |
| --------------- | ----------------------------------- | ------- | ------------------ | --------------- | --------------------- |
| 2010–2011       | The Legion of Extraordinary Dancers | Igen    | Igen               | Igen            | Alkotó; Szerkesztő is |
| 2019–napjainkig | Good Trouble                        | Igen    | Igen               | Nem             |                       |
| 2020–napjainkig | Home Before Dark                    | Igen    | Igen               | Nem             |                       |